# Guyruita
Guyruita is een geslacht van spinnen uit de familie vogelspinnen (Theraphosidae).

## Soorten
De volgende soorten zijn bij het geslacht ingedeeld:
- Guyruita atlantica Guadanucci et al., 2007
- Guyruita cerrado Guadanucci et al., 2007
- Guyruita waikoshiemi (Bertani & Araújo, 2006)